# سیارک ۳۰۵۸
سیارک ۳۰۵۸ (به انگلیسی: 3058 Delmary، نامگذاری:1981EO17) سه هزار و پنجاه و هشتمین سیارک کشف شده‌است که در ۱ مارس ۱۹۸۱ کشف شد.
قدر مطلق سیارک برابر ۱۴٫۳۰ است.